# Ventajola
Ventajola es una entidad de población española del municipio de Puigcerdá, perteneciente a la provincia de Gerona, en la comunidad autónoma de Cataluña.

## Historia
Hacia mediados del siglo XIX, el lugar, ya por entonces perteneciente a Puigcerdá, tenía contabilizada una población de 27 habitantes. Aparece descrito en el decimoquinto volumen del Diccionario geográfico-estadístico-histórico de España y sus posesiones de Ultramar de Pascual Madoz de la siguiente manera:

VENTAJOLA: l. en la prov. de Gerona (29 horas) , part. jud. de Ribas (6 1/2), aud. terr., c. g. de Barcelona (30 1/2), dióc. de Seo de Urgel (9), ayunt. de Puigcerdá (1/2). sit. á orillas del r. Arabó, con buena ventilacion, y clima frio, pero sano. Tiene 12 casas, y una igl. parr. (Sto. Tomás), servida por un cura de ingreso. prod.: centeno y patatas; cria ganado vacuno y caballar, y pesca de truchas. pobl.: 6 vec., 27 alm. cap. prod.: 722,000 rs. imp.: 18,050.
(Madoz, 1849, p. 662)

En 2022, la entidad singular de población de Ventajola tenía empadronados 21 habitantes.

## Patrimonio
En el lugar se encuentra la iglesia de Santo Tomás.